# Последњи стрелац
Последњи стрелац је српски филм из 2024. године у режији Дарка Николића. Нумеру филма изводи Борис Режак.
Филм је премијерно приказан 12. марта док је биоскопска дистрибуција кренула 14. марта 2024 године., , 

## Радња
Жанровски је филм динамичан, напети трилер који прати живот инспектора Курузовића након смрти његове супруге под мистериозним околностима. Он тугује, неспособан да прекине бесмисао свог живота, проводи дане са својим псом Чедом и чита књиге све до тренутка када се појави његов непријатељ Атанасије, познати балкански криминалац који је умешан у убиство његове супруге. Курузовић се налази пред дилемом да ли треба да спроведе осветничку мисију, када се у његов живот умеша тајанствени господин Балтазаревић који има сопствене планове...

## Улоге
| Глумац               | Улога        |
| -------------------- | ------------ |
| Ненад Јездић         | Курузовић    |
| Миодраг Крстовић     | Атанасије    |
| Милош Тимотијевић    | Балтазаревић |
| Александра Белошевић | Барбара      |
| Наташа Марковић      |              |
| Јелица Ковачевић     |              |
| Владан Гајовић       |              |
| Михаило Лаптошевић   |              |
| Душан Јакишић        |              |